# Guy II Embriaco
 (mai 2025).
Guy II Embriaco (italien : Guido Embriaco), ou Guy II du Gibelet, mort en janvier 1282, est un noble d'origine génoise. Il est le fils aîné d'Henri Ier Embriaco, seigneur du Gibelet, et de son épouse Isabelle d'Ibelin.
Après la mort de son père vers 1271, il lui succède comme seigneur du Gibelet et continue la querelle que celui-ci avait commencé lors de la guerre de Saint-Sabas contre le comte de Tripoli Bohémond VI, avec qui il est cousin.
Avant 1274, il épouse Marguerite Granier, fille de Julien Granier, seigneur de Sidon, et de son épouse Euphémie, fille d'Héthoum Ier, roi d'Arménie, bien que ce mariage soit à un degré prohibé par l’Église, avec qui il a quatre enfants :
- Pierre Embriaco, qui succède à son père ;
- Sylvestre Embriaco (mort après 1310) ;
- Marie Embriaco, qui épouse Philippe d'Ibelin, connétable de Chypre ;
- Catherine Embriaco, qui épouse Jean d'Antioche.

En 1277, il enlève l'héritière d'Hugues l'Aleman avec l'intention de lui faire épouser son frère Jean. Mais le comte de Tripoli Bohémond VII, envisage quant à lui de marier la jeune femme au neveu de l'évêque de Tortose Barthélemy Mansel, ce qui déclenche une nouvelle querelle entre les deux protagonistes.
Allié aux Génois et aux Templiers, qui lui fournissent trente chevaliers, Guy assiège Tripoli, en vain. Sur le chemin de retour vers Gibelet, il attaque plusieurs village le long de la côte. Retranché dans son château, il fait alors face à l'armée du comte Bohémond et parvient à le repousser au prix de nombreuses pertes, entrainant ensuite une trêve d'un an. Lors de cette bataille, Balian II Granier, époux de la sœur de Guy mais aussi le frère de son épouse, trouve la mort. Mais la guerre recommence en 1278 jusqu'à ce que le grand-maître hospitalier Nicolas Lorgne négocie une nouvelle trêve le 16 juillet 1279.
En 1281, Guy et son épouse demandent au pape Martin IV de légitimer leurs enfants malgré leur degré de parenté, ce qui leur sera accordé en 1289 par le pape Nicolas IV.
Le 12 janvier 1282, Guy tente une nouvelle fois de prendre Tripoli. Avec son frère et quelques compagnons, il entre dans la ville en espérant être accueilli par ses alliés templiers, mais en raison d'un malentendu, le commandeur templier est absent. Craignant une trahison, Guy cherche refuge dans la maison des Hospitaliers, où Bohémond parvient à la convaincre de sortir en échange de la promesse que lui ses compagnons seront épargnés. Tandis que ses amis sont aveuglés, Guy et ses frères Jean et Baudouin ainsi que son cousin Guillaume (fils de Bertrand Embriaco) sont emmenés à Nephin où ils sont enterrés jusqu'au cou dans les douves et laissés mourir de faim.
Guy semble être mort vers la fin de février 1282. Il est le dernier de sa lignée à tenir la seigneurie du Gibelet même si son fils aîné Pierre Embriaco portera la titre après lui, mais ne possédera pas la seigneurie après la mort de son père, celle-ci étant tenue par Bohémond VII.